# Desa Wukirharjo (administrativ by i Indonesien, Yogyakarta)
Desa Wukirharjo är en administrativ by i Indonesien.   Den ligger i provinsen Yogyakarta, i den västra delen av landet, 400 km öster om huvudstaden Jakarta.